# Puig Castellar (Serra de Marina)
|  | Per a altres significats, vegeu «poblat ibèric del Puig Castellar». |

El puig Castellar, també conegut com a turó del Pollo, que deriva de 'polló', és una muntanya de 303 metres que es troba entre els municipis de Santa Coloma de Gramenet, a la comarca del Barcelonès i de Montcada i Reixac, a la comarca del Vallès Occidental. Aquest turó servia de punt de referència als pescadors badalonins. Al cim un vèrtex geodèsic (codi 290122001) i el jaciment del poblat ibèric del Puig Castellar.
Aquest cim està inclòs al llistat dels 100 cims de la FEEC.